# Caloocan
Caloocan (ook wel: Kalookan) is een stad op het eiland Luzon in de Filipijnen. Ze vormt samen met 16 andere steden en gemeenten de National Capital Region, die ook wel Metro Manilla wordt genoemd. Caloocan is qua inwonertal de op twee na grootste stad van de Filipijnen. Bij de volkstelling van 2020 had de stad 1.661.584 inwoners.

## Geschiedenis
Caloocan is de stad waar de activiteiten van de Katipunan, die de start van de Filipijnse revolutie inluidden, begonnen zijn. Het huis waar de geheime bijeenkomsten gehouden werden door Andres Bonifacio en zijn mannen stond in de stad. De exacte locatie van het huis is niet bekend, maar het stond in de wijk Balintawak. Deze wijk werd samen met de wijk Novaliches ten tijde van het ontstaan van de stad Quezon City bij die stad gevoegd. Sinds die tijd bestaat Caloocan dan ook uit twee aparte delen. Ook de eerste gewapende schermutseling vond plaats in Caloocan.
In de stad staat, nabij het einde van de Epifanio de los Santos Avenue (EDSA) het Bonifacio monument. Dit monument werd in 1933 gemaakt ter nagedachtenis aan de eerste slag tijdens de Filipijnse Revolutie op 3 augustus 1896. De beeldhouwer Guillermo Tolentino maakte de beelden op het monument. Het gebied bij het monument staat tegenwoordig bekend als Monumento.
Het woord caloocan komt van het Tagalog woord lo-ok; kalook-lookan (of kaloob-looban) wat het "binnenste gebied" betekent.

## Geografie

### Topografie
Caloocan bestaat uit twee los van elkaar liggende gebieden. Het zuidelijke deel ligt direct ten noorden van Manilla en wordt verder begrensd door Malabon City en Valenzuela City in het noorden en westen, Navotas in het westen en Quezon City in het oosten. Het noordelijke deel van caloocan is het uiterste noorden van Metro Manilla. het ligt ten oosten van Valenzuela City, ten noorden van Quezon City en ten zuiden van San Jose del Monte City (province Bulacan).

### Bestuurlijke indeling
Caloocan is onderverdeeld in 188 barangays, die barangay 1 tot en met barangay 188 genoemd zijn.

## Geboren in Caloocan
- Gregoria de Jesus (9 mei 1875), onafhankelijkheidsstrijdster (overleden 1943);
- Toribio Teodoro (27 april 1887), zakenman en schoenenkoning van de Filipijnen (overleden 1965);
- Joe Dizon (29 september 1948), priester en activist (overleden 2013).